# أل وايت
أل وايت (بالإنجليزية: Al White) هو سياسي أمريكي، ولد في 22 يونيو 1950 في الولايات المتحدة. حزبياً، نشط في الحزب الجمهوري. وقد انتخب عضو مجلس نواب كولورادو.